# Haas (boek)
Haas is een trilogie van de Nederlandse schrijver Paul Biegel. Het werk verhaalt over een verlaten tuin vol antropomorfe dieren, die allen verbonden zijn aan herinneringen en verwachtingen van Haas.
De trilogie bestaat uit de volgende delen:
- Haas: voorjaar (1981)
- Haas: zomer (1982)
- Haas: najaar (1982)